# Mónica Vehil
Mónica Adriana Solá (Buenos Aires, 25 de mayo de 1952) conocida como Mónica Vehil es una actriz argentina de cine y televisión.

## Biografía
Mónica Vehil se dedicó desde muy joven a la carrera actoral, ya que proviene de un seno familiar artístico bastante importante del teatro catalán que emigró hacia Argentina en los años treinta. Su madre fue la primera actriz Paquita Vehil, su padre era conocido como el Chino Solá, sus tíos la talentosa y multipremiada actriz Luisa Vehil y Juan Vehil, y su hermano es el primer actor Miguel Ángel Solá. Su abuela era la actriz Juana Tressols, y su bisabuela Dolores Dardés.
Hizo sus estudios en el Instituto Mitre Madres Escolapias y luego se perfeccionó en la actuación en el Conservatorio Nacional de Arte Dramático.

## Cine
- 1972: ¿De quiénes son las mujeres?, junto a Luis Landriscina, Susana Brunetti, Mabel Manzotti y Germán Kraus.
- 1978: Los médicos, con Claudio García Satur, Marta González, Carlos Estrada y Miguel Ángel Solá.
- 1978: Yo también tengo fiaca, con Susana Giménez y Juan Carlos Calabró.
- 1979: Cantaniño cuenta un cuento, con grandes del humor como Berugo Carámbula, Mario Pasik y Javier Portales.
- 1983: El poder de la censura, con Víctor Laplace, Norman Erlich y Reina Reech.
- 1986: Sobredosis, un drama protagonizado por Federico Luppi y Dora Baret.

## Televisión
- 1978: Una promesa para todos en el papel de "Corina" y protagonizada por Leonor Benedetto.
- 1978: Cuarentena de amor, un unitario que se emitió dentro del ciclo El mundo del espectáculo por Canal 13.[3]
- 1980: Trampa para un soñador, teleteatro en el que se hizo popular por su personaje de villana, "Marcela". Protagonizado por Antonio Grimau y Cristina Alberó, fue emitido por Canal 9. También se hizo conocida ya que en el último episodio, cuando el personaje de Mónica le apunta con un arma a Lito (Grimau), se puede advertir su reemplazo, ya que esa escena la termina grabando Cecilia Maresca. Toda una rareza, ya que no es frecuente que durante todo el ciclo el personaje lo componga una actriz y después la última escena de ese personaje lo grabe otra.
- 1980: Rosa de lejos, en el papel de "Laura", protagonizada por Leonor Benedetto, Juan Carlos Dual y Pablo Alarcón.
- 1982: Crecer con Papá, protagonizada por Alberto Martín y Gabriela Gili, en el rol de "Lola".
- 1984: Tramposa por Canal 13, protagonizada por Pablo Alarcón y Mariana Karr.
- 1985: El infiel, protagonizada por Arnaldo André, María Valenzuela y Luisa Kuliok.
- 1987: Quiero morir mañana, telenovela emitida por Canal 9, protagonizada por Jorge Mayorano y Alicia Zanca.
- 1988: El teatro de Darío Vittori, protagonizada por Darío Vittori.
- 1988: Pasiones, en el papel de "Daniela", protagonizada por Grecia Colmenares y Raúl Taibo.
- 1989: El fanfa, protagonizada por Arturo Puig.
- 1989: El regreso de Rafael Heredia, gitano, protagonizada por Luis Medina Castro y Mariana Karr.
- 1989: Su comedia favorita
- 1990: Detective de señoras, protagonizada por Fernando Lúpiz y César Pierry.
- 1991: Los Libonatti, protagonizada por Mercedes Carreras y Juan Carlos Dual.
- 1992: Fiesta y bronca de ser joven, protagonizada por Zulma Faiad, Silvina Rada y Laura Novoa.
- 1993: Apasionada, protagonizada por Susú Pecoraro y Darío Grandinetti.
- 1993: Con pecado concebidas, protagonizada por María Valenzuela, Moria Casán y Nora Cárpena.
- 1994: Montaña Rusa, por Canal 13, protagonizada por Gastón Pauls y Nancy Dupláa.
- 1995: Sheik, protagonizada por Gustavo Bermúdez y Araceli González.
- 1997: Verdad consecuencia, protagonizada por Fabián Vena, Emilia Mazer, Andrea Pietra, Valentina Bassi y Damián De Santo.

## Teatro
- Es más lindo con amor (1976), con la dirección de Eduardo Vega.
- Los pasajeros del jardín (1982).[4]
- Le ordeno que me ame, señora (1984), dirigido y actuado por Pablo Alarcón.